# Kaitai Shinsho
Kaitai Shinsho (解体新書, , aproximadamente Novo Texto sobre Anatomia) é um texto médico em japonês traduzido durante o Período Edo. Esta tradução foi baseada no livro holandês Ontleedkundige Tafelen, este já uma cópia do Alemão, Anatomische Tabellen (Tabelas Anatômicas).

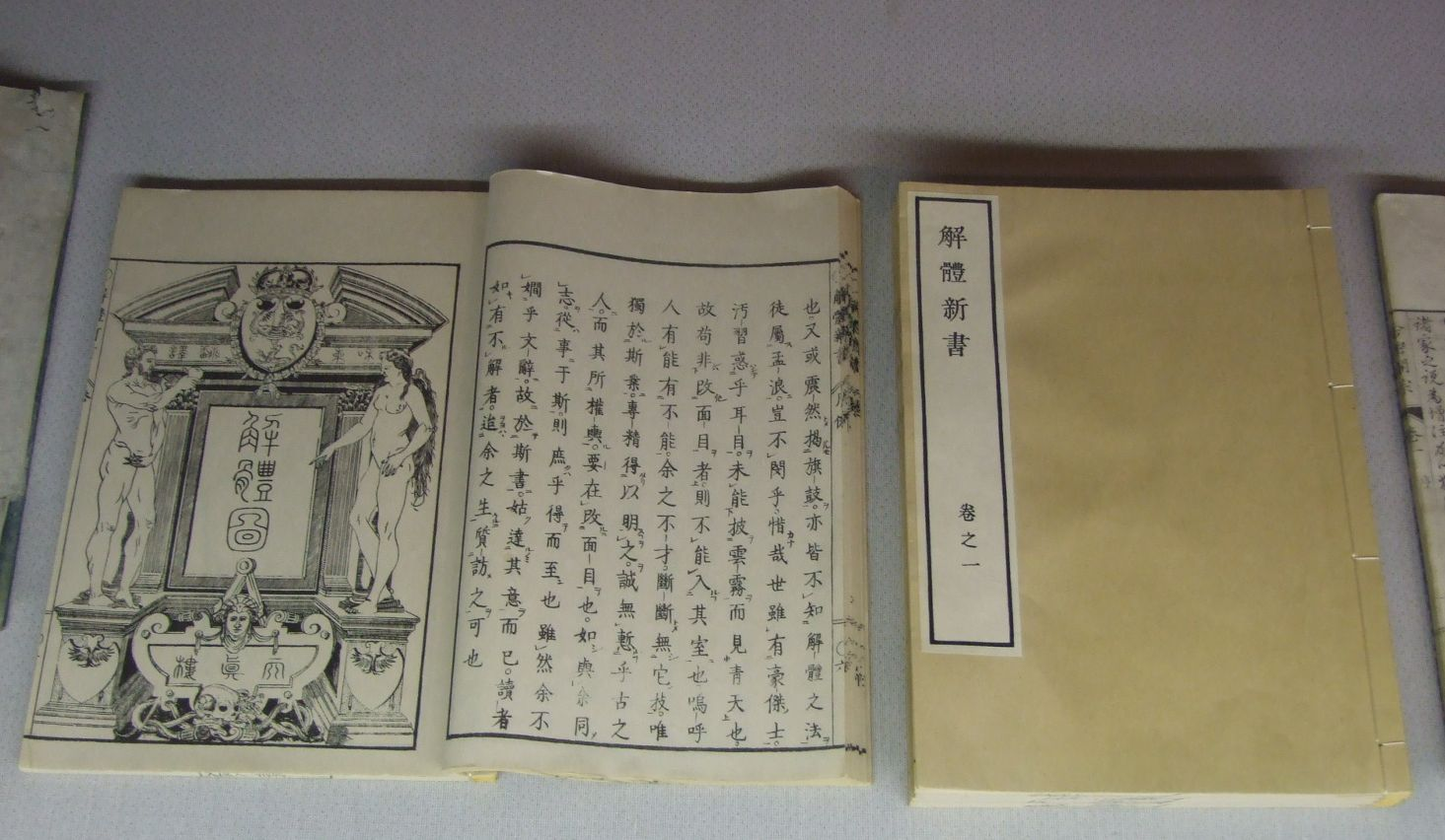
Cópia do Kaitai Shinsho em Tekijuku.

Foi a primeira tradução completa de uma linguagem ocidental desse tipo no Japão. Ele foi escrito por Sugita Genpaku, e foi publicado pela Suharaya Ichibee (须原屋市兵卫) em 1774, na época do Imperador Go-Momozono. 
A obra é composta de quatro volumes, sendo um deles de ilustrações. Os conteúdos foram escritos no estilo Kanbun (漢文) (sinais diacríticos japoneses nos textos Chineses para possibilitar aos falantes do japonês lê-los de acordo com as regras da gramática japonesa) .